# La neige tombait sur les cèdres (roman)
Pour les articles homonymes, voir La neige tombait sur les cèdres.
La neige qui tombe sur les cèdres (Snow Falling on Cedars) est un roman de David Guterson publié en 1994. Enseignant, Guterson a rédigé son livre tôt le matin pendant dix ans avant de quitter son emploi pour l'écrire à temps plein. Il est adapté en 1999 au cinéma par le réalisateur Scott Hicks.

## Résumé
L'île de San Piedro (Puget Sound), dans le Pacifique Nord, en 1950. Les Américains de souche tolèrent les Japonais qui y vivent, mais le souvenir de Pearl Harbor est encore tenace dans les esprits. La mort mystérieuse du pêcheur Carl Heine va envenimer les relations entre les deux communautés car Kazuo Miyamoto est le coupable tout désigné. Le jeune reporter Ishmael Chambers va couvrir le procès. L'affaire a pour lui une signification toute personnelle, puisque la femme de Miyamoto, Hatsue, a été son premier amour, avant qu'elle ne connaisse la déportation au camp de Manzanar.

## Éditions

### Première édition américaine
- Snow Falling on Cedars, Harcourt Brace, San Diego, 1994, 345 p., (ISBN 0-15-100100-6)

### Éditions françaises
- La neige tombait sur les cèdres (traduit de l'anglais par Claude et Jean Demanuelli), éditions du Seuil, Paris, 1996, 381 p.,  (ISBN 2-02-024012-2)
- La neige tombait sur les cèdres (traduit de l'anglais par Claude et Jean Demanuelli), éditions du Seuil, coll. "Points" n°386, Paris, 1997, 381 p.  (ISBN 2-02-032121-1)

## Récompense
Le roman est lauréat du Prix Pen/Faulkner en 1995.

## Adaptations
Au cinéma, film réalisé par Scott Hicks (1999)
Au théâtre, pièce adaptée et mise en scène par Kevin McKeon (2007)